# Free Hugs Campaign
Die Free Hugs Campaign (englisch, Gratis-Umarmungen-Kampagne) ist eine Bewegung, bei dem Menschen an belebten Orten mit einem Schild anbieten, Passanten zu umarmen. Die Idee stammt von dem Australier Juan Mann.

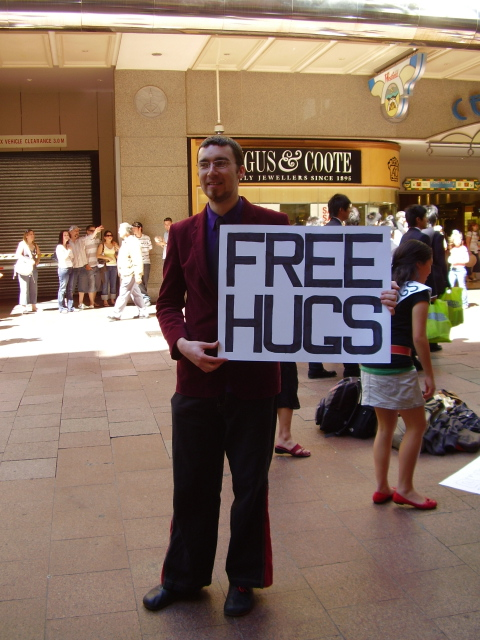
Juan Mann

## Anfänge

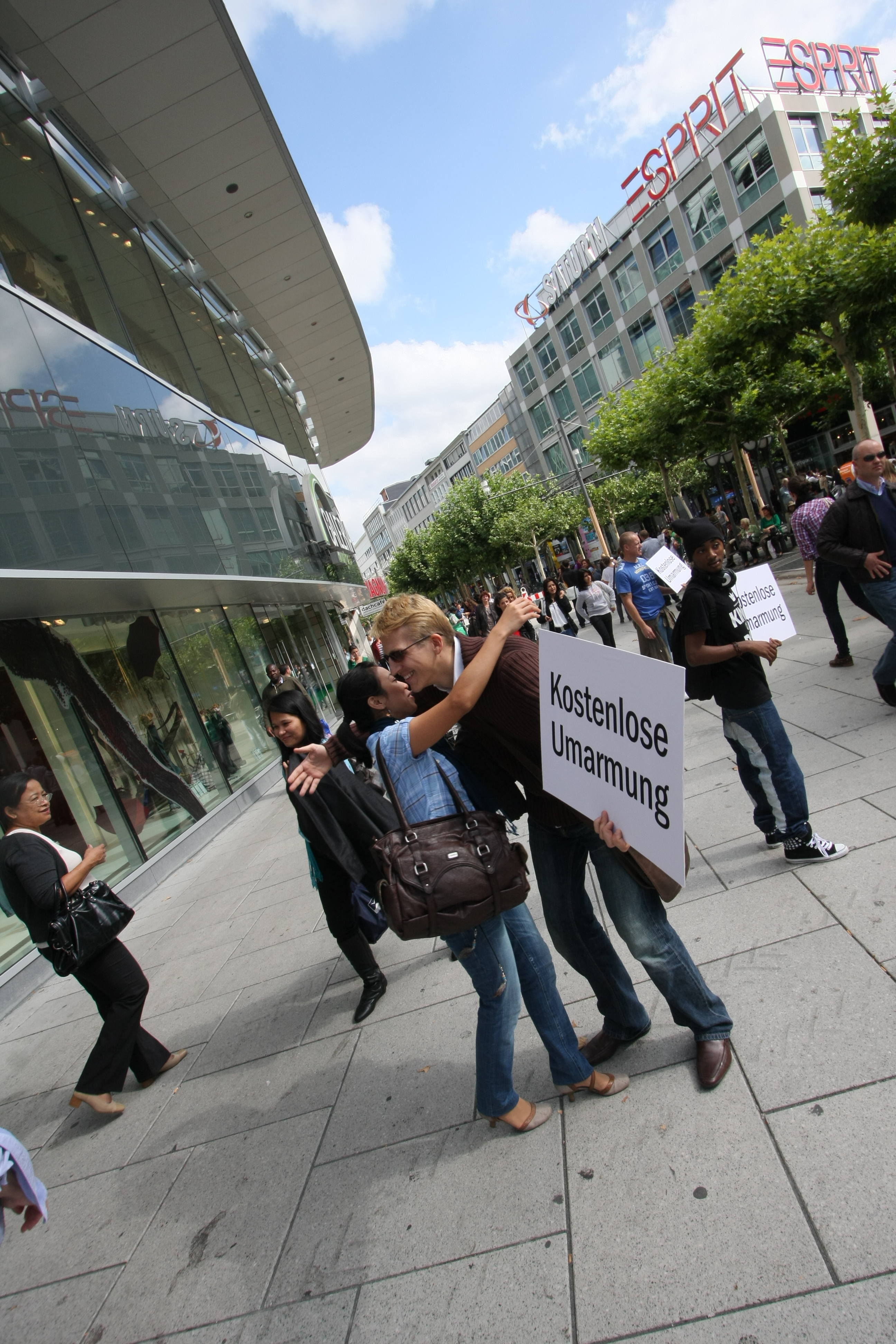
Free Hugs in Frankfurt am Main

Die Idee wurde erstmals 2001 mit dem Musik-Video Everyday der Dave Matthews Band einer breiten Öffentlichkeit bekannt.
Nach seiner Rückkehr nach Australien 2004 begann Juan Mann in der Pitt Street Mall in Sydney damit, Umarmungen anzubieten, indem er sich mit einem Schild in die Fußgängerzone stellte, auf dem „Free Hugs“ stand. Nachdem sich die ersten Leute dazu überwanden, den Fremden zu umarmen, wurde seine Idee in der Umgebung schnell beliebt – bis sie von der Polizei gestoppt wurde.
Durch eine Unterschriftenaktion und den Weg an die Öffentlichkeit gelang es Mann aber, Free Hugs wieder zu legalisieren und gleichzeitig weiter publik zu machen. Shimon Moore, der Sänger der Band Sick Puppies, produzierte ein Video zur Aktion für ihn, in dem er die Anfänge, Ausbreitung und auch die Verbote samt dazugehöriger Unterschriftensammlung thematisierte. Das Video fand im Internet großen Anklang, wodurch die Idee Juan Manns zu einer weltweiten „Bewegung“ wurde.
Die Free-Hugs-Idee trägt zwar den Namen Kampagne, ist aber nicht organisiert.

## Zwischenzeitliches Verbot von Free Hugs
Als Grund für das polizeiliche Einschreiten gegen die „kostenlosen Umarmungen“ wurde erklärt, dass die Stadt Sydney von ihm eine Versicherung für mögliche Schäden an den Umarmten forderte, für die sonst die Stadt Sydney aufzukommen hätte. Auf Juan Manns Website von Free Hugs ist von „public liability fear and red tape“ (= engl. in etwa „Angst vor Haftung und Bürokratie.“) die Rede. Nach einer Unterschriftenkampagne durfte die Aktion auch ohne eine solche Versicherung fortgesetzt werden.
In China schreitet die Polizei noch immer gegen Free Hugs-Aktionen ein.